# Aino
Aino  è un nome proprio di persona finlandese femminile.

## Varianti
- Femminili: Aina[1]

### Varianti in altre lingue
- Danese: Aina[1][2]
- Norvegese: Aina[1][2]
- Svedese: Aina[1][2]

## Origine e diffusione

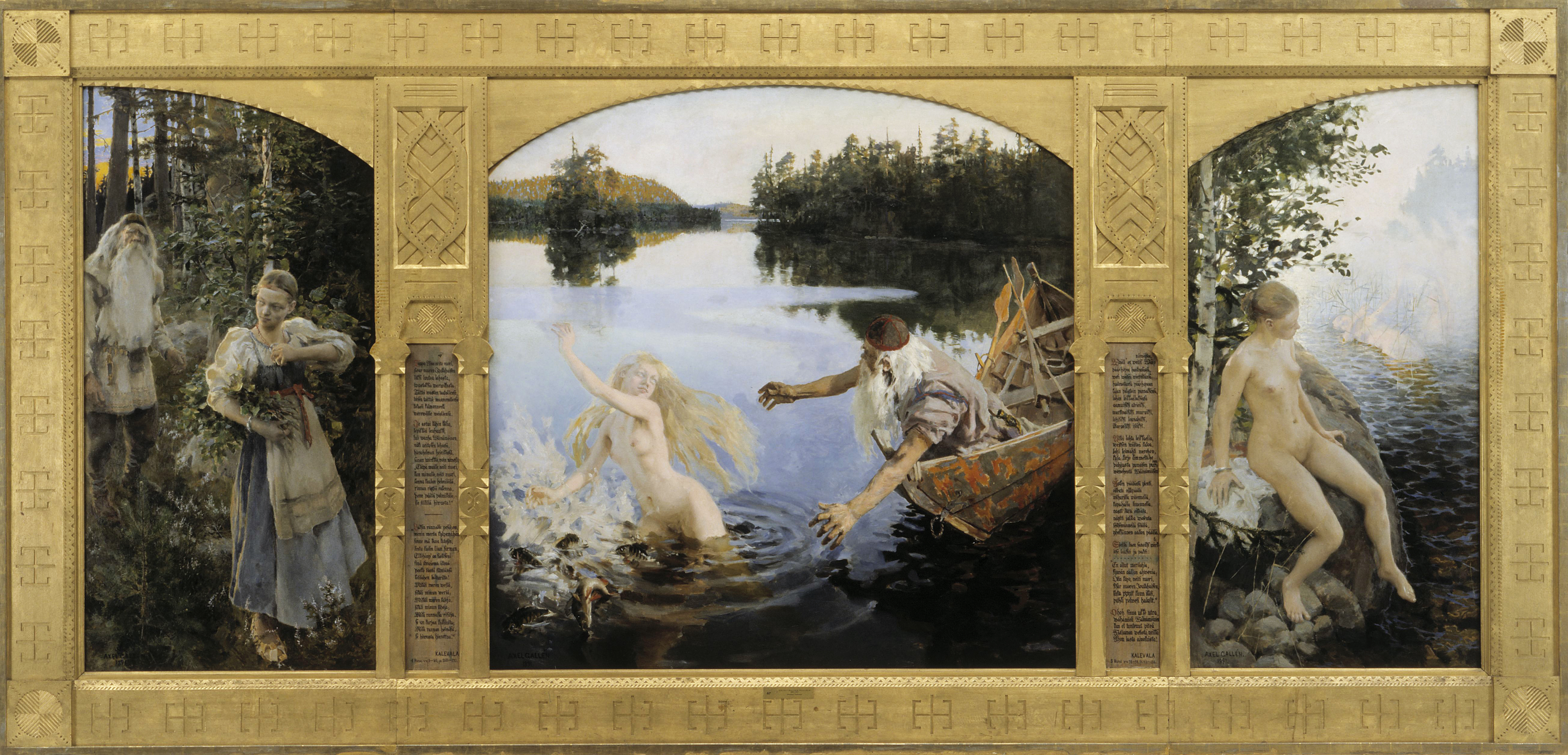
La morte di Aino in un trittico di Akseli Gallen-Kallela

Riprende il nome di un personaggio dell'epica finlandese Kalevala, Aino, la sorella di Joukahinen, che si uccide annegandosi dopo che lui la promette in sposa al vecchio Väinämöinen; Lönnrot, l'estensore del Kalevala, coniò il nome basandosi sul termine finlandese ainoa ("solo"), dato che nell'opera Aino non ha sorelle, e il suo significato è quindi "l'unica", "la sola".
Nella forma Aina, il nome conobbe una certa popolarità in Scandinavia negli anni 1970.

## Onomastico
Il nome non è portato da alcun santo, quindi è adespota; l'onomastico si può festeggiare il 1º novembre, giorno di Ognissanti. 

## Persone

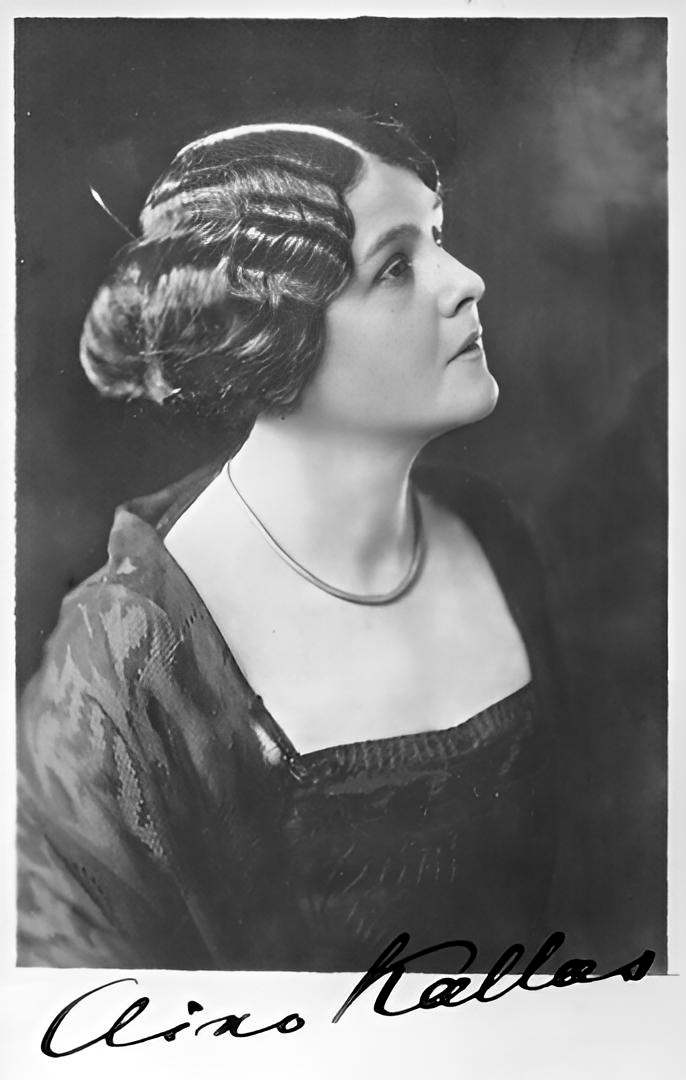
Aino Kallas

- Aino Aalto, architetto e designer finlandese
- Aino Ackté, soprano finlandese
- Aino Kallas, scrittrice finlandese
- Aino Kallunki, biatleta finlandese
- Aino-Kaisa Saarinen, fondista finlandese